# إغراق غير قانوني

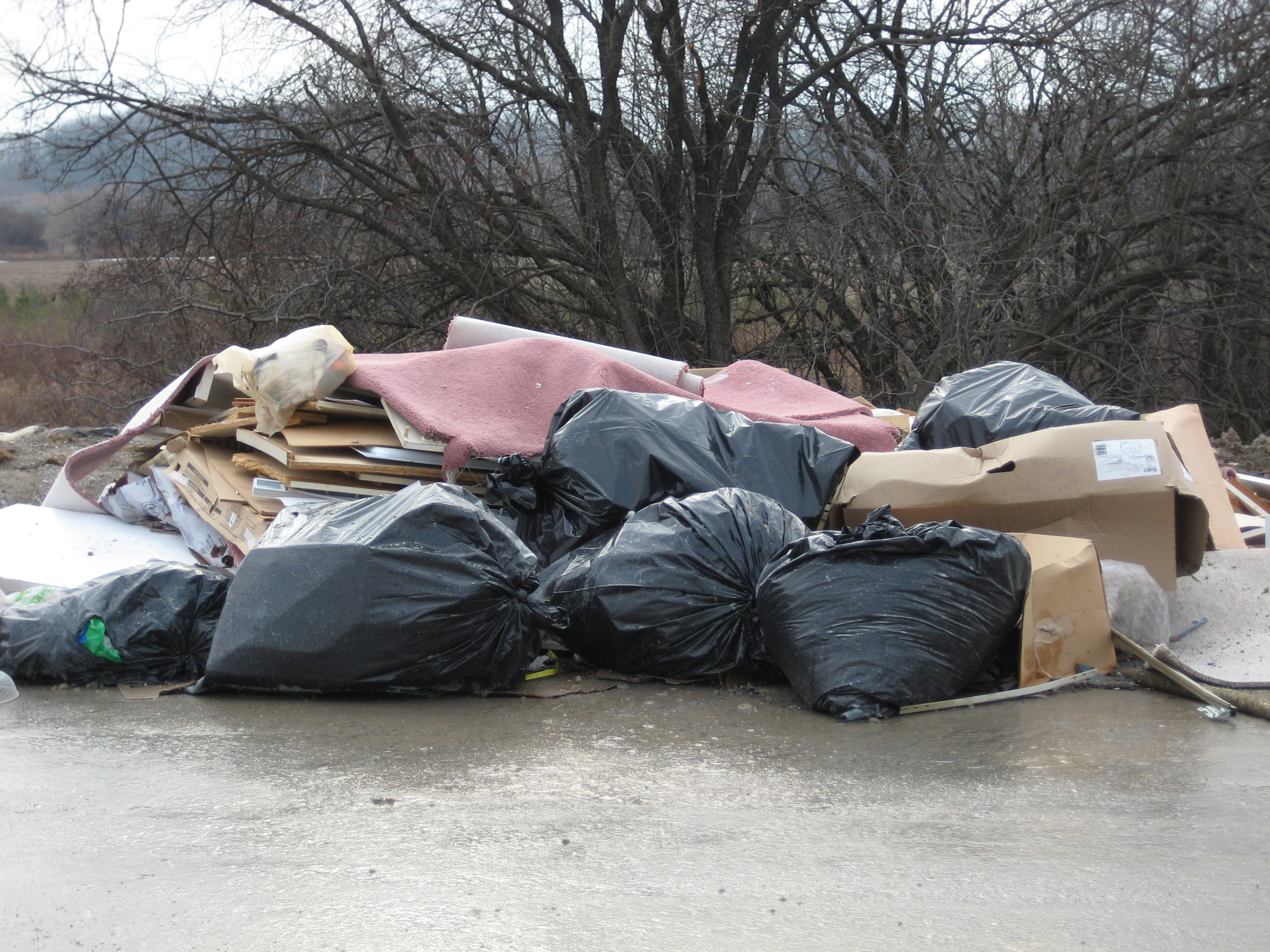
الإغراق غير القانوني في قسم سكني، شمال تورونتو، أونتاريو، كندا

الإغراق غير القانوني (بالإنجليزية: Illegal dumping)، هو إلقاء النفايات بشكل غير قانوني بدلاً من استخدام طريقة معتمدة مثل رفع النفايات أو استخدام مكب للنفايات معتمد. يتضمن الإغراق غير القانوني النفايات الملقاة أو المرشوشة على موقع بدون ترخيص لقبول النفايات. طورت وكالة حماية البيئة الأمريكية «ملفًا شخصيًا» للقمامة النموذجية غير القانونية. وتشمل خصائص المخالفين من السكان المحليين، ومقاولي التشييد والمناظر الطبيعية، ومزيلات النفايات، ومحلات تصليح السيارات والإطارات.